# Língua baure
Baure é uma língua aruaque quase extinta falada por apenas 40 pessoas no departamento de Beni, no noroeste da Bolívia. 
Desde a promulgação do Decreto Supremo nº 25894 em 11 de setembro de 2000, o baure é uma das línguas indígenas oficiais da Bolívia,  o que constava da Constituição Boliviana quando foi promulgada em 7 de fevereiro de 2009.

## Situação hoje
De acordo com os dados fornecidos em Crevels e Muysken (2009: 15) e Crevels (2012: 170), o número de falantes de Baure é de 67 e, portanto, é uma língua que está em sério perigo de extinção. Em relação à etnia Baure, Danielsen (2012) aponta que ela tem entre 3.000 e 5.000 membros, número que inclui tanto os Baure como as comunidades vizinhas, além dos Baures de El Carmen. As pessoas que falam baure com fluência e habilidade têm, em sua maioria, mais de 60 anos de idade. Cerca de 500 pessoas, com mais de 40 anos, têm um conhecimento passivo do baure. Apenas algumas crianças e jovens aprendem alguma coisa de baure com seus avós. Como Danielsen (2012) aponta, todos os falantes de Bauro são bilíngues em espanhol, embora o espanhol de alguns falantes mais velhos seja muito básico, em comparação com sua capacidade de falar espanhol.
A língua é falada em contextos limitados, como em conversas entre idosos em casa, em saudações, em piadas, em narrativas míticas, em discursos rituais e em canções, em particular na Canção de Baures, que faz parte das festividades de cada cidade. Danielsen (2012) também indica que graças ao estudo da língua Baure e às oficinas de alfabetização nas Baixadas Bolivianas, houve uma mudança no uso da língua: muitos falantes começaram a integrar a linguagem do novo ao seu cotidiano. vida e transmiti-la aos jovens

### Fonología
O baure possui 14 sons consoantes, se incluída a oclusiva glótal, cujo estado fonêmico ainda não é muito claro, como aponta Danielsen (2012). Além disso, quatro alofones são observados, que aparecem entre parênteses na tabela 1:
|             |         | Bilabiais | Labiodentais | Alveolares | Postalveolares | Palatais | Velares | Glotais |
| Oclusivas   | surdas  | p         |              | t          |                |          | k       | (ʔ)     |
| Oclusivas   | sonoras | (b)       |              | (d)        |                |          | (g)     |         |
| Africadas   | surdas  |           |              |            | tʃ             |          |         |         |
| Africadas   | sonora  |           |              |            | dʒ             |          |         |         |
| Fricativas  | surdas  |           |              | s          | ʃ              |          |         | h       |
| Fricativas  | sonora  |           | v            |            |                |          |         |         |
| Nasais      |         | m         |              | n          |                |          |         |         |
| Vibrantes   |         |           |              |            | r              |          |         |         |
| Semivocgais |         | w         |              |            |                | j        |         |         |

O baure tem quatro vogais básicas, que não se distinguem por extensão ou nasalidade:  i, e, o  e  a . A vogal  o  também pode ser executada como [u], geralmente em combinação com a semivogal  w  (Danielsen, 2012).